# Las Limas Chitamucum
Las Limas Chitamucum är en ort i Mexiko.   Den ligger i kommunen Pantelhó och delstaten Chiapas, i den sydöstra delen av landet, 700 km öster om huvudstaden Mexico City. Las Limas Chitamucum ligger 392 meter över havet och antalet invånare är 386.
Terrängen runt Las Limas Chitamucum är kuperad åt sydväst, men åt nordost är den bergig. Las Limas Chitamucum ligger nere i en dal. Runt Las Limas Chitamucum är det ganska tätbefolkat, med 96 invånare per kvadratkilometer. Närmaste större samhälle är Simojovel de Allende, 15,5 km nordväst om Las Limas Chitamucum. Omgivningarna runt Las Limas Chitamucum är en mosaik av jordbruksmark och naturlig växtlighet.